# Bakytjan Saguintaïev
Bakytjan Abdirouli Saguintaïev (en kazakh, Бақытжан Әбдірұлы Сағынтаев), né le 13 octobre 1963 à Usharal, est un homme d'État kazakh, Premier ministre entre le 8 septembre 2016 et le 21 février 2019. De 2019 à 2022, il été maire de la ville d'Almaty.

## Biographie
Vice-Premier ministre, il est nommé le 8 septembre 2016 au poste de Premier ministre par intérim, et succède à Karim Massimov, nommé à la tête des renseignements. Le lendemain 9 septembre, il est confirmé dans ses fonctions.
Saguintaïev et son gouvernement sont limogés par le président Nazarbaïev le 21 février 2019. Le président leur reproche leurs échecs à augmenter le niveau de vie de Kazakhs, à augmenter le nombre d'emplois et à réduire la dépendance de l'économie aux énergies fossiles. Ce limogeage fait suite à des manifestations contre les mauvaises conditions de vie dans le pays. Le vice-premier ministre Askar Mamin lui succède.
Le 28 juin 2019 a été nommé Maire de Almaty.